# Nerine gaberonensis
Nerine gaberonensis är en amaryllisväxtart som beskrevs av Cornelis Eliza Bertus Bremekamp och Anna Amelia Obermeyer. Nerine gaberonensis ingår i släktet Nerine och familjen amaryllisväxter. Inga underarter finns listade i Catalogue of Life.